# Baltiejskaja (station MTsK)
Baltiejskaja (Russisch: Балтийская) is een station aan de kleine ringspoorlijn in de Russische hoofdstad Moskou. Het station ligt op de westzijde, bij het viaduct van de Leningradski Sjosse, van het emplacement van het voormalige station Bratsjevo. De naam Bratsjevo wordt echter niet hergebruikt maar de naam van het station verwijst naar de Oostzee.